# Trofej prvakinja 2007. (hokej na travi)
14. Trofej prvakinja se održao 2007. godine.

## Mjesto i vrijeme održavanja
Održao se od 13. do 21. siječnja 2007.
Utakmice su se igrale u argentinskom gradu Quilmesu, na stadionu Estadio Nacional de Hockey.

## Natjecateljski sustav
Ovaj turnir se igralo po jednostrukom ligaškom sustavu. Za pobjedu se dobivalo 3 boda, za neriješeno 1 bod, a za poraz nijedan bod. 
Kriterij po kojemu se djevojčadi redalo na kraju natjecanja su bili redom:

- broj bodova

- razlika pogodaka

- postignuti pogodci 

- međusobni rezultat u natjecanju po skupinama

Ako se ni nakon ova četiri kriterija ne može napraviti poredak, organizira se natjecanje u raspucavanju između djevojčadi čiji poredak treba utvrditi.
Nakon ligaškog dijela, doigravalo se za poredak. Prva i druga djevojčad na ljestvici je doigravala za zlatno odličje, treće i četvrte za brončano odličje, a pete i šeste na ljestvici za 5. i 6. mjesto. Djevojčadi su igrale po jednu utakmicu.
Susrete se igralo na umjetnoj travi.

## Sudionice
Sudjelovale su djevojčadi: domaćin Argentina, braniteljice naslova Njemačka, Nizozemska, Australija, Japan i Španjolska.

## Sastavi

### Argentina
| - ( 3.) Magdalena Aicega (kapetanica) - ( 4.) Rosario Luchetti - ( 8.) Luciana Aymar - ( 9.) Agustina Bouza - (10.) Agustina Garcia - (11.) Carla Rebecchi - (12.) Mariana González Oliva | - (16.) Daniela Maloberti - (18.) Paola Vukojicic (vratarka) - (19.) Marine Russo - (22.) Gabriela Aguirre - (24.) Claudia Burkart - (25.) Silvina d'Elia - (26.) Gisele Kañevsky | - (27.) Noel Barrionuevo - (28.) Belen Succi (vratarka) - (29.) Belen Rivas - (30.) Sofia Román - Trener: Gabriel Minadeo. |

### Australija
| - ( 3.) Sarah O'Connor - ( 5.) Peta Gallagher - ( 7.) Kim Walker - ( 9.) Rebecca Sanders - (10.) Kate Hollywood - (12.) Madonna Blyth - (13.) Shelley Liddelow | - (15.) Kobie McGurk - (16.) Fiona Johnson - (18.) Emma Meyer - (21.) De-Anne Gilbert (vratarka) - (22.) Amy Korner - (23.) Renee Trost - (25.) Melanie Twitt | - (27.) Rachael Lynch (vratarka) - (29.) Teneal Attard - (30.) Sarah Taylor - (31.) Claire Messent - Trener: Frank Murray |

### Njemačka
| - ( 1.) Yvonne Frank (vratarka) - ( 2.) Tina Bachmann - ( 3.) Lydia Morgenstern - ( 5.) Nadine Ernsting-Krienke - ( 6.) Svenja Schuermann - (11.) Eileen Hoffmann - (16.) Fanny Rinne | - (19.) Britta von Livonius - (22.) Janine Beermann - (23.) Silja Lorenzen - (24.) Maike Stöckel - (26.) Christina Schütze - (27.) Pia Eidmann - (28.) Julia Müller | - (29.) Lina Geyer - (30.) Jennifer Plass - (31.) Julia Karwatzky - (32.) Kristina Reynolds (vratarka) - Trener: Michael Behrmann |

### Japan
| - ( 1.) Rie Terazono (vratarka) - ( 2.) Ikuko Okamura - ( 3.) Mayumi Ono - ( 4.) Keiko Miura - ( 5.) Chie Kimura - ( 6.) Yukari Yamamoto - ( 7.) Rika Komozawa | - ( 8.) Sakae Morimoto - ( 9.) Kaori Chiba - (10.) Tomomi Komori - (11.) Toshie Tsukui - (12.) Yuko Kitano - (13.) Sachimi Iwao - (14.) Akemi Kato (kapetanica) | - (15.) Miyuki Nakagawa - (16.) Misaki Ozawa - (17.) Chinami Kozakura - (21.) Hikari Suwa - Trener: Yoo Seung-Jin |

### Nizozemska
| - ( 1.) Lisanne de Roever (vratarka) - ( 2.) Mignonne Meekels - ( 4.) Fatima Moreira de Melo - ( 5.) Jiske Snoeks - ( 8.) Nienke Kremers - ( 9.) Wieke Dijkstra - (11.) Maartje Goderie | - (13.) Minke Smabers - (14.) Minke Booij (kapetanica) - (15.) Janneke Schopman - (16.) Carlijn Welten - (17.) Maartje Paumen - (18.) Naomi van As - (21.) Sophie Polkamp | - (22.) Floortje Engels (vratarka) - (23.) Kim Lammers - (24.) Eva de Goede - (26.) Michelle van der Pols - Trener: Marc Lammers |

### Španjolska
| - ( 1.) María Jesús Rosa (vratarka) - ( 2.) Julia Menéndez - ( 3.) Rocío Ybarra - ( 4.) Gemma Bernad - ( 7.) Barbara Malda - ( 8.) Marta Prat - ( 9.) Silvia Muñoz (kapetanica) | - (10.) Silvia Bonastre - (11.) María Romagosa - (12.) Marta Ejarque - (13.) Raquel Huertas - (14.) Pilar Sanchez - (17.) Núria Camón - (19.) Maria Lopez de Eguilaz (vratarka) | - (20.) Montserrat Cruz - (21.) Esther Termens - (22.) Gloria Comerma - (23.) Georgina Oliva - Trener: Pablo Usoz |

## Rezultati natjecanja u skupini
| 13. siječnja, 15:00                                    |           |                             |                                 |
| Nizozemska                                             | 3:1 (1:0) | Španjolska                  | Suci: Wendy Stewart Chieko Soma |
| Carlijn Welten 12.' Naomi Van As 40.' Kim Lammers 64.' |           | María Romagosa 47.' (k.u/k) | Suci: Wendy Stewart Chieko Soma |

| 13. siječnja, 17:15 |           |                                                                     |                                      |
| Japan               | 0:3 (0:1) | Australija                                                          | Suci: Lin Miao Carolina de la Fuente |
|                     |           | Renee Trost 4.' (k.u/k) Amy Korner 47.' (k.u/k) Peta Gallagher 65'. | Suci: Lin Miao Carolina de la Fuente |

| 13. siječnja, 20:15                                |           |          |                                |
| Argentina                                          | 2:0 (2:0) | Njemačka | Suci: Lisa Roach Monica Rivera |
| Noel Barrionuevo 9.'(k.u/k) Daniela Maloberti 29.' |           |          | Suci: Lisa Roach Monica Rivera |

| 14. siječnja, 16:00                                                      |           |       |                                    |
| Nizozemska                                                               | 3:0 (2:0) | Japan | Suci: Gina Spitaleri Monica Rivera |
| Maartje Paumen 28.' (k.u/k) Kim Lammers 35.' Fatima Moreira De Melo 43.' |           |       | Suci: Gina Spitaleri Monica Rivera |

| 14. siječnja, 18:15                                     |           |                           |                              |
| Australija                                              | 2:1 (0:1) | Njemačka                  | Suci: Wendy Stewart Lin Miao |
| Madonna Blyth 39.' (k.u/k) Rebecca Sanders 65.' (k.u/k) |           | Tina Schuetze 35.' (k.u.) | Suci: Wendy Stewart Lin Miao |

| 14. siječnja, 21:15         |           | |                                     |
| Španjolska                  | 1:4 (0:3) | Argentina                                                                                             | Suci: Chieko Soma Marelize de Klerk |
| Esther Térmens 37.' (k.u/k) |           | Daniela Maloberti 5.' Noel Barrionuevo 13.' (k.u/k) Carla Rebecchi 32.' Noel Barrionuevo 56.' (k.u/k) | Suci: Chieko Soma Marelize de Klerk |

| 16. siječnja, 16:00                                  |           |                                                 |                                            |
| Španjolska                                           | 2:2 (1:2) | Australija                                      | Suci: Carolina de la Fuente Gina Spitaleri |
| Rocío Ybarra 30.' (k.u/k) Pilar Sánchez 47.' (k.u/k) |           | Peta Gallagher 10.' Peta Gallagher 18.' (k.u/k) | Suci: Carolina de la Fuente Gina Spitaleri |

| 16. siječnja, 18:15          |           |       |                                       |
| Njemačka                     | 1:0 (0:0) | Japan | Suci: Wendy Stewart Marelize de Klerk |
| Nadine Ernsting-Krienke 59.' |           |       | Suci: Wendy Stewart Marelize de Klerk |

| 16. siječnja, 21:15 |           |                                                               |                              |
| Argentina           | 0:3 (0:1) | Nizozemska                                                    | Suci: Lisa Roach Chieko Soma |
|                     |           | Fatima Moreira De Melo 12.' Kim Lammers 38.' Kim Lammers 56.' | Suci: Lisa Roach Chieko Soma |

| 18. siječnja, 16:00                                     |           |                    |                           |
| Njemačka                                                | 2:1 (1:0) | Španjolska         | Suci: Lisa Roach Lin Miao |
| Nadine Ernsting-Krienke 35.' Julia Mueller 50.' (k.u/k) |           | Barbara Malda 68.' | Suci: Lisa Roach Lin Miao |

| 18. siječnja, 18:15 |           |                   |                                               |
| Australija          | 0:1 (0:1) | Nizozemska        | Suci: Carolina de la Fuente Marelize de Klerk |
|                     |           | Eva de Goede 18.' | Suci: Carolina de la Fuente Marelize de Klerk |

| 18. siječnja, 21:15 |           |                                                                     |                                    |
| Japan               | 1:3 (0:1) | Argentina                                                           | Suci: Gina Spitaleri Monica Rivera |
| Sakae Morimoto 65.' |           | Noel Barrionuevo 32.' (k.u/k) Mariné Russo 40.' Carla Rebecchi 46.' | Suci: Gina Spitaleri Monica Rivera |

| 20. siječnja, 13:15        |           |                              |                                 |
| Nizozemska                 | 1:1 (1:0) | Njemačka                     | Suci: Chieko Soma Monica Rivera |
| Michelle van der Pols 31.' |           | Nadine Ernsting-Krienke 68.' | Suci: Chieko Soma Monica Rivera |

| 20. siječnja, 15:30 |           |                           |                                        |
| Španjolska          | 0:1 (0:1) | Japan                     | Suci: Carolina de la Fuente Lisa Roach |
|                     |           | Toshie Tsukui 1.' (k.u/k) | Suci: Carolina de la Fuente Lisa Roach |

| 20. siječnja, 17:45                                                      |           |            |                                        |
| Argentina                                                                | 3:0 (1:0) | Australija | Suci: Marelize de Klerk Gina Spitaleri |
| Noel Barrionuevo 34.' (k.u/k) Daniela Maloberti 42.' Agustina Bouza 62.' |           |            | Suci: Marelize de Klerk Gina Spitaleri |

### Ljestvica nakon natjecanja u skupini
| Mj. | Djevojčad  | Ut | Pb | N | Pz | Ps | Pr | RP | Bod |
| --- | ---------- | -- | -- | - | -- | -- | -- | -- | --- |
| 1   | Nizozemska | 5  | 4  | 1 | 0  | 11 | 2  | 9  | 13  |
| 2   | Argentina  | 5  | 4  | 0 | 1  | 12 | 5  | 7  | 12  |
| 3   | Australija | 5  | 2  | 1 | 2  | 7  | 7  | 0  | 7   |
| 4   | Njemačka   | 5  | 2  | 1 | 2  | 5  | 6  | -1 | 7   |
| 5   | Japan      | 5  | 1  | 0 | 4  | 2  | 10 | -8 | 3   |
| 6   | Španjolska | 5  | 0  | 1 | 4  | 5  | 12 | -7 | 1   |

- zeleno - doigravaju za zlatno odličje
- plavo - doigravaju za brončano odličje
- crveno - doigravaju za 5. mjesto

## Doigravanje
Susreti kojima se doigravalo za poredak od 1. do 6. mjesta su se odigrali 21. siječnja 2007.
- za 5. mjesto

| 15:45                                         |           |            |                              |
| Japan                                         | 2:0 (0:0) | Španjolska | Suci: Wendy Stewart Lin Miao |
| Rika Komosawa 48.' (k.u/k) Rika Komozawa 57.' |           |            | Suci: Wendy Stewart Lin Miao |

- za brončano odličje

| 18:30      |           |                                         |                                            |
| Australija | 0:2 (0:1) | Njemačka                                | Suci: Gina Spitaleri Carolina de la Fuente |
|            |           | Janine Beermann 9.' Silja Lorenzen 51.' | Suci: Gina Spitaleri Carolina de la Fuente |

- za zlatno odličje

| 21:15     |           |                            |                                    |
| Argentina | 0:1 (0:1) | Nizozemska                 | Suci: Marelize de Klerk Lisa Roach |
|           |           | Maartje Paumen 3.' (k.u/k) | Suci: Marelize de Klerk Lisa Roach |

### Konačna ljestvica
| Mj. | Momčad     |
| --- | ---------- |
| 1.  | Nizozemska |
| 2.  | Argentina  |
| 3.  | Njemačka   |
| 4.  | Australija |
| 5.  | Japan      |
| 6.  | Španjolska |

| Pobjednice             |
| ---------------------- |
| Nizozemska Peti naslov |

## Najbolje sudionice
- najbolja igračica:  Minke Booij
- najbolji strijelac:  Noel Barrionuevo, 5 pogodaka
- najbolja vratarka:  Lisanne de Roever
- fair-play:  Argentina

## Vanjske poveznice
- Službene stranice  Arhivirana inačica izvorne stranice od 28. kolovoza 2008. (Wayback Machine)